# NGC 619
NGC 619 est une vaste galaxie spirale barrée située dans la constellation du Sculpteur. NGC 619 a été découverte par l'astronome britannique John Herschel en 1837.

## Caractéristiques
Sa vitesse par rapport au fond diffus cosmologique est de 8 298 ± 25 km/s, ce qui correspond à une distance de Hubble de 122,4 ± 5,6 Mpc (∼399 millions d'al).
La classe de luminosité de NGC 619 est II.

## Morphologie
NGC 619 a été utilisée par Gérard de Vaucouleurs comme une galaxie de type morphologique (R1')SB(rs)ab dans son atlas des galaxies,.